# Velos (1907)
Velos (pol. "Strzała", "Grot") – grecki niszczyciel służący w Greckiej Marynarce Wojennej w latach 1907-1926.
"Velos", tak jak wszystkie cztery niszczyciele typu Niki (pl. "Nike", "Zwycięstwo"), został zamówiony w Niemczech i zbudowany w 1907 roku w szczecińskiej stoczni AG Vulcan Stettin.
Podczas I wojny światowej, jak większość jednostek pływających greckiej marynarki wojennej, okręt przekazano siłom ententy. W 1916 roku włączony w skład francuskiej marynarki wojennej, gdzie pozostawał do roku 1918. Wraz z przystąpieniem Grecji do wojny, po stronie aliantów, okręt zwrócono marynarce greckiej, w której służył do końca konfliktu, patrolując Morze Egejskie.
W trakcie trwania wojny grecko-tureckiej okręt brał udział w kampanii na Morzu Czarnym, gdzie walczył m.in. z turecką artylerią przybrzeżną, a pod koniec wojny uczestniczył w ewakuacji Greków z Pontu.
Z uwagi na szczupłość budżetu, w 1926 roku podjęto decyzję o sprzedaniu okrętu "Velos" na złom, gdy dwa pozostałe niszczyciele typu Niki skierowano do gruntownej modernizacji.

## Inne okręty o tej nazwie
W latach 1959-1991 w służbie czynnej greckiej marynarki wojennej pozostawał niszczyciel "Velos" (D 16), zakupiony od US Navy, gdzie wcześniej służył jak USS "Charrette" (typ Fletcher). Aktualnie, wciąż własność marynarki, stanowi pływające muzeum.